# Театр марионеток имени Е. С. Деммени
Санкт-Петербургский государственный театр марионеток им. Е. С. Деммени (ранее Петроградский государственный театр Марионеток, Ленинградский государственный кукольный театр под руководством з.а. РСФСР Евг. Деммени) — первый в России профессиональный театр кукол. Находится в центре Санкт-Петербурга на Невском проспекте.

## История
Театр организован 1 декабря 1918 года группой петроградских художников во главе с Любовью Васильевной Шапориной-Яковлевой и назывался Петроградский государственный театр Марионеток.
Первые спектакли состоялись 12 апреля 1919 года, артисты работали в Народном доме. Зрители увидели Сказку о царе Салтане А. С. Пушкина и Вертеп М. Кузьмина.
В 1930 году Театр марионеток Шапориной-Яковлевой соединился с Театром Петрушки Евгения Деммени под названием «Ленинградский государственный кукольный театр под руководством з.а. РСФСР Евг. Деммени».
В 1937 году театру отданы помещения «Кружка друзей камерной музыки» на Невском проспекте, 52. Это здание имеет большую культурную и историческую ценность. Впервые упоминание об этом уникальном здании зафиксировано в документах 1832 года. В конце XIX — начале XX веков здесь выставлялись рояли и пианино знаменитой фирмы «Шредер» (дом принадлежал К. И. Шредеру). В начале века здесь был Концертный зал Общества любителей музыки, где дебютировал великий Д. Шостакович, выступали многие знаменитые музыканты и композиторы: В. Софроницкий, Л. Оборин, М. Юдина, В. Горовиц и др. В 1930-х годах эта сцена стала ареной экспериментов, проводимых Евгением Деммени. С 1949 года по 1957 год театр предоставлял помещение Всероссийскому театральному обществу. В здании размещался Дом актёра.
Главный фасад здания выполнен в стиле классицизма, он строго симметричен, сдержанно декорирован. Нижний этаж рустован, над ним по крайним осям были расположены балконы.
Со второй половины 1970ых годов театр получил название Театр марионеток.
В 1970-х годах здание было реконструировано под руководством Г. Л. Ашрапяна и Р. С. Плетневой. При создании театров архитекторы стремились создать интерьер-фон, который не будет отвлекать юного зрителя от действия (хотя в 1980-х годах отмечалось, что переделки по инициативе администрации в дальнейшем нарушили эту задумку).
С 1982 года — Театр марионеток имени Е. С. Деммени.
В последние годы здесь разработан и воплощён проект создания серии витрин с театральной тематикой. Первая композиция — «Белый сон марионеток» (художники — Борис Коротеев, Татьяна Николаенко, Александр Чиж, Александр Кривенцов), украсившая вход в театр, стала победителем Первого городского конкурса витрин. К 80-летию театра, в апреле 1999 года открыта ещё одна композиция — «Кукольный блюз» (художники — Татьяна Николаенко, Александр Кривенцов).

## Награды
- Почётный диплом Законодательного собрания Санкт-Петербурга (7 апреля 2004 года) — за выдающийся вклад в развитие культуры и искусства Санкт-Петербурга и в связи с 85-летием со дня основания[5].
- Почётный диплом Законодательного собрания Санкт-Петербурга (1 апреля 2009 года) — за выдающийся вклад в развитие культуры и искусства в Санкт-Петербурге и в связи с 90-летием со дня основания[6].